# Merlion

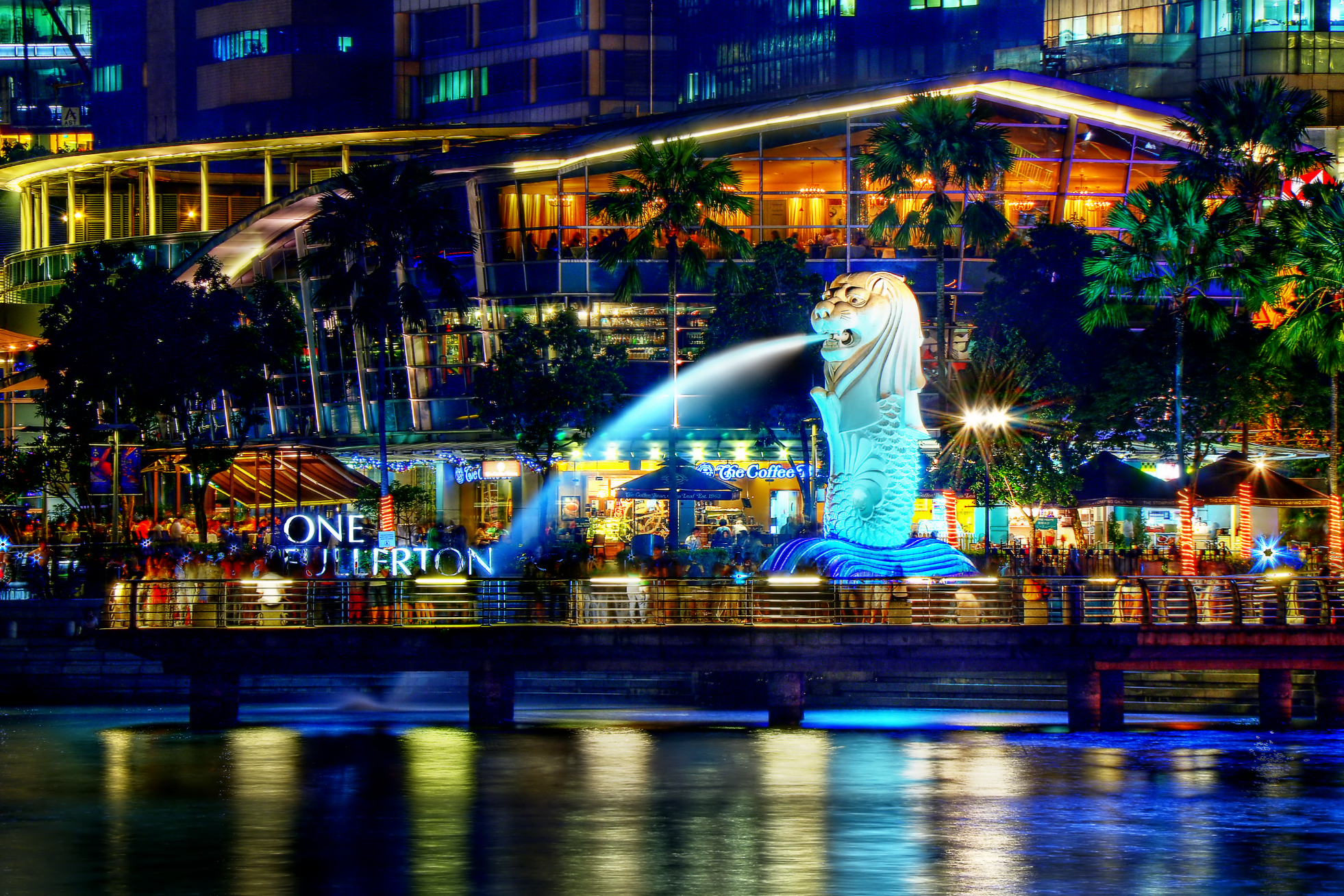
Estátua do Merlion à noite.

Merlion (malaio: Singa-Laut) é um conhecido ícone de marketing de Singapura que representa uma criatura mítica com uma cabeça de leão e o corpo de um peixe. É amplamente utilizado como uma mascote e personificação nacional do país.
Em 15 de setembro de 1972, o primeiro-ministro Lee Kuan Yew oficiou a cerimônia de instalação da estátua Merlion. Ela foi projetada pelo então vice-chanceler da Universidade de Singapura (agora conhecida como Universidade Nacional de Singapura), Kwan Sai Kheong. Feito de novembro de 1971 a agosto de 1972 pelo escultor Lim Lang Xin (chinês: 林浪新, pinyin: Lín Làngxīn), media 8,6 metros de altura e pesava 70 toneladas. O projeto custou cerca de 165 mil dólares.